# Endodesmia calophylloides
Endodesmia calophylloides är en tvåhjärtbladig växtart som beskrevs av George Bentham. Endodesmia calophylloides ingår i släktet Endodesmia och familjen Calophyllaceae. Inga underarter finns listade i Catalogue of Life.